# 진룡
진룡(陈龙, 1976년 7월 24일 ~ )은 상하이 출신의 영화 배우이다.